# グネツム類
グネツム類（グネツムるい、英: gnetophytes）は、裸子植物の1分類群である。現生の属はグネツム属 Gnetum、ウェルウィッチア属 Welwitschia、マオウ属 Ephedra の3属からなり、それぞれ大きく形態や生態、分布が異なっているが、合わせて単系統群を形成する。現在一般的な分類体系ではいずれも亜綱の階級に置かれ、グネツム亜綱（グネツムあこう、Gnetidae）とされる。グネツム植物とも呼ばれる。
その形態から、かつては被子植物に近縁ではないかと言われてきたが、分子系統解析の結果、現在ではマツ科と姉妹群をなし (Gnepine clade)、針葉樹類（球果植物）に内包されることがわかった。

## 学名と分類階級
学名 Gnetidae Pax (1894) は Gnetum L. (1767)（グネツム属）をタイプとする亜綱である。Christenhusz et al. (2011) や Yang et al. (2022) などの分類体系で用いられている。Cronquist, Takhtajan & Zimmermann (1966) で設立された Ephedridae Cronquist, Takht. W. Zimm., 1996 ex Reveal および Welwitschiidae Cronquist, Takht. W. Zimm., 1996 ex Reveal はシノニムとして扱われる。
グネツム亜綱に含まれるグネツム目 Gnetales は本項におけるグネツム類と同義の範囲を指すこともあるが、Christenhusz et al. (2011) や Yang et al. (2022) ではグネツム属のみを含む目として扱われている。
かつては綱として扱われることが多く、グネツム綱 Gnetopsida と呼ばれた。また亜門、門の階級に置かれたこともあり、その場合それぞれ Gnetophytina、グネツム門 Gnetophyta Bessey (1907)（グネツム植物門）と呼ばれた。Gnetophyta はPhyloCodeに基づくクレード名としても扱われ、「Gnetum gnemon L. (1767)、Ephedra distachya L. (1753)、Welwitschia mirabilis Hook. f. (1862)を含む最小クレード」と定義されている。
Pulle (1938) はグネツム類を裸子植物亜門と被子植物亜門の間に置き、衣子植物 Chlamydospermae という亜門とした。これは被覆（外套）を持つ種子を意味する。

## 系統関係
Yang et al. (2022) に基づく現生裸子植物 Pinophytina (=Acrogymnospermae) の系統樹を示す。この樹形は Ran et al. (2018) および Stull et al. (2021) などの裸子植物の分子系統解析に基づいており、陸上植物全体を対象とした Wickett et al. (2014) および Puttick et al. (2018) でも同様のものが得られている。
グネツム類自体も各群の差異が大きいことから、かつては単系統群ではない可能性も指摘されていた。しかし分子系統解析の結果、グネツム類は単系統群となり、ウェルウィッチア属とグネツム属が姉妹群をなし、それらをまとめたクレードとマオウ属が姉妹群をなすことが明らかになった。
| ソテツ類    | ソテツ目 Cycadales    |
| Cycadopsida | ソテツ目 Cycadales    |
| イチョウ類  | イチョウ目 Ginkgoales |
| Ginkgopsida | イチョウ目 Ginkgoales |

|  | マオウ科 Ephedraceae                                                                        |
|  |                                                                                             |
|  | \| \| ウェルウィッチア科 Welwitschiaceae \| \| \| \| \| \| グネツム科 Gnetaceae \| \| \| \| |
|  |                                                                                             |
|  | ウェルウィッチア科 Welwitschiaceae                                                          |
|  |                                                                                             |
|  | グネツム科 Gnetaceae                                                                        |
|  |                                                                                             |

|  | ウェルウィッチア科 Welwitschiaceae |
|  |                                    |
|  | グネツム科 Gnetaceae               |
|  |                                    |

|  | マオウ科 Ephedraceae                                                                        |
|  |                                                                                             |
|  | \| \| ウェルウィッチア科 Welwitschiaceae \| \| \| \| \| \| グネツム科 Gnetaceae \| \| \| \| |
|  |                                                                                             |
|  | ウェルウィッチア科 Welwitschiaceae                                                          |
|  |                                                                                             |
|  | グネツム科 Gnetaceae                                                                        |
|  |                                                                                             |

|  | ウェルウィッチア科 Welwitschiaceae |
|  |                                    |
|  | グネツム科 Gnetaceae               |
|  |                                    |

|  | ヒノキ目 Cupressales        |
|  |                             |
|  | ナンヨウスギ目 Araucariales |
|  |                             |

|  | マオウ科 Ephedraceae                                                                        |
|  |                                                                                             |
|  | \| \| ウェルウィッチア科 Welwitschiaceae \| \| \| \| \| \| グネツム科 Gnetaceae \| \| \| \| |
|  |                                                                                             |
|  | ウェルウィッチア科 Welwitschiaceae                                                          |
|  |                                                                                             |
|  | グネツム科 Gnetaceae                                                                        |
|  |                                                                                             |

|  | ウェルウィッチア科 Welwitschiaceae |
|  |                                    |
|  | グネツム科 Gnetaceae               |
|  |                                    |

|  | マオウ科 Ephedraceae                                                                        |
|  |                                                                                             |
|  | \| \| ウェルウィッチア科 Welwitschiaceae \| \| \| \| \| \| グネツム科 Gnetaceae \| \| \| \| |
|  |                                                                                             |
|  | ウェルウィッチア科 Welwitschiaceae                                                          |
|  |                                                                                             |
|  | グネツム科 Gnetaceae                                                                        |
|  |                                                                                             |

|  | ウェルウィッチア科 Welwitschiaceae |
|  |                                    |
|  | グネツム科 Gnetaceae               |
|  |                                    |

|  | ヒノキ目 Cupressales        |
|  |                             |
|  | ナンヨウスギ目 Araucariales |
|  |                             |

| ソテツ類    | ソテツ目 Cycadales    |
| Cycadopsida | ソテツ目 Cycadales    |
| イチョウ類  | イチョウ目 Ginkgoales |
| Ginkgopsida | イチョウ目 Ginkgoales |

|  | マオウ科 Ephedraceae                                                                        |
|  |                                                                                             |
|  | \| \| ウェルウィッチア科 Welwitschiaceae \| \| \| \| \| \| グネツム科 Gnetaceae \| \| \| \| |
|  |                                                                                             |
|  | ウェルウィッチア科 Welwitschiaceae                                                          |
|  |                                                                                             |
|  | グネツム科 Gnetaceae                                                                        |
|  |                                                                                             |

|  | ウェルウィッチア科 Welwitschiaceae |
|  |                                    |
|  | グネツム科 Gnetaceae               |
|  |                                    |

|  | マオウ科 Ephedraceae                                                                        |
|  |                                                                                             |
|  | \| \| ウェルウィッチア科 Welwitschiaceae \| \| \| \| \| \| グネツム科 Gnetaceae \| \| \| \| |
|  |                                                                                             |
|  | ウェルウィッチア科 Welwitschiaceae                                                          |
|  |                                                                                             |
|  | グネツム科 Gnetaceae                                                                        |
|  |                                                                                             |

|  | ウェルウィッチア科 Welwitschiaceae |
|  |                                    |
|  | グネツム科 Gnetaceae               |
|  |                                    |

|  | ヒノキ目 Cupressales        |
|  |                             |
|  | ナンヨウスギ目 Araucariales |
|  |                             |

|  | マオウ科 Ephedraceae                                                                        |
|  |                                                                                             |
|  | \| \| ウェルウィッチア科 Welwitschiaceae \| \| \| \| \| \| グネツム科 Gnetaceae \| \| \| \| |
|  |                                                                                             |
|  | ウェルウィッチア科 Welwitschiaceae                                                          |
|  |                                                                                             |
|  | グネツム科 Gnetaceae                                                                        |
|  |                                                                                             |

|  | ウェルウィッチア科 Welwitschiaceae |
|  |                                    |
|  | グネツム科 Gnetaceae               |
|  |                                    |

|  | マオウ科 Ephedraceae                                                                        |
|  |                                                                                             |
|  | \| \| ウェルウィッチア科 Welwitschiaceae \| \| \| \| \| \| グネツム科 Gnetaceae \| \| \| \| |
|  |                                                                                             |
|  | ウェルウィッチア科 Welwitschiaceae                                                          |
|  |                                                                                             |
|  | グネツム科 Gnetaceae                                                                        |
|  |                                                                                             |

|  | ウェルウィッチア科 Welwitschiaceae |
|  |                                    |
|  | グネツム科 Gnetaceae               |
|  |                                    |

|  | ヒノキ目 Cupressales        |
|  |                             |
|  | ナンヨウスギ目 Araucariales |
|  |                             |

また、化石裸子植物を含めた系統解析では Erdtmanithecales およびベネチテス類 Bennettitalesと単系統群をなし、まとめて BEG group と呼ばれる。Shi et al. (2021) に基づく系統樹を以下に示す。

|  | イチョウ目 Ginkgoales            |
|  |                                  |
|  | ソテツ目 Cycadales               |
|  |                                  |
|  | †ペルタスペルマ目 Peltaspermales |
|  |                                  |

|  | \| \| グネツム類 Gnetales \| \| \| \| \| \| Erdtmanithecales \| \| \| \| |
|  |                                                                          |
|  | †ベネチテス目 Bennettitales                                              |
|  |                                                                          |
|  | グネツム類 Gnetales                                                      |
|  |                                                                          |
|  | Erdtmanithecales                                                         |
|  |                                                                          |

|  | グネツム類 Gnetales |
|  |                     |
|  | Erdtmanithecales    |
|  |                     |

|  | \| \| グネツム類 Gnetales \| \| \| \| \| \| Erdtmanithecales \| \| \| \| |
|  |                                                                          |
|  | †ベネチテス目 Bennettitales                                              |
|  |                                                                          |
|  | グネツム類 Gnetales                                                      |
|  |                                                                          |
|  | Erdtmanithecales                                                         |
|  |                                                                          |

|  | グネツム類 Gnetales |
|  |                     |
|  | Erdtmanithecales    |
|  |                     |

|  | ヒノキ目 Cupressales        |
|  |                             |
|  | ナンヨウスギ目 Araucariales |
|  |                             |

|  | \| \| グネツム類 Gnetales \| \| \| \| \| \| Erdtmanithecales \| \| \| \| |
|  |                                                                          |
|  | †ベネチテス目 Bennettitales                                              |
|  |                                                                          |
|  | グネツム類 Gnetales                                                      |
|  |                                                                          |
|  | Erdtmanithecales                                                         |
|  |                                                                          |

|  | グネツム類 Gnetales |
|  |                     |
|  | Erdtmanithecales    |
|  |                     |

|  | \| \| グネツム類 Gnetales \| \| \| \| \| \| Erdtmanithecales \| \| \| \| |
|  |                                                                          |
|  | †ベネチテス目 Bennettitales                                              |
|  |                                                                          |
|  | グネツム類 Gnetales                                                      |
|  |                                                                          |
|  | Erdtmanithecales                                                         |
|  |                                                                          |

|  | グネツム類 Gnetales |
|  |                     |
|  | Erdtmanithecales    |
|  |                     |

|  | ヒノキ目 Cupressales        |
|  |                             |
|  | ナンヨウスギ目 Araucariales |
|  |                             |

|  | イチョウ目 Ginkgoales            |
|  |                                  |
|  | ソテツ目 Cycadales               |
|  |                                  |
|  | †ペルタスペルマ目 Peltaspermales |
|  |                                  |

|  | \| \| グネツム類 Gnetales \| \| \| \| \| \| Erdtmanithecales \| \| \| \| |
|  |                                                                          |
|  | †ベネチテス目 Bennettitales                                              |
|  |                                                                          |
|  | グネツム類 Gnetales                                                      |
|  |                                                                          |
|  | Erdtmanithecales                                                         |
|  |                                                                          |

|  | グネツム類 Gnetales |
|  |                     |
|  | Erdtmanithecales    |
|  |                     |

|  | \| \| グネツム類 Gnetales \| \| \| \| \| \| Erdtmanithecales \| \| \| \| |
|  |                                                                          |
|  | †ベネチテス目 Bennettitales                                              |
|  |                                                                          |
|  | グネツム類 Gnetales                                                      |
|  |                                                                          |
|  | Erdtmanithecales                                                         |
|  |                                                                          |

|  | グネツム類 Gnetales |
|  |                     |
|  | Erdtmanithecales    |
|  |                     |

|  | ヒノキ目 Cupressales        |
|  |                             |
|  | ナンヨウスギ目 Araucariales |
|  |                             |

|  | \| \| グネツム類 Gnetales \| \| \| \| \| \| Erdtmanithecales \| \| \| \| |
|  |                                                                          |
|  | †ベネチテス目 Bennettitales                                              |
|  |                                                                          |
|  | グネツム類 Gnetales                                                      |
|  |                                                                          |
|  | Erdtmanithecales                                                         |
|  |                                                                          |

|  | グネツム類 Gnetales |
|  |                     |
|  | Erdtmanithecales    |
|  |                     |

|  | \| \| グネツム類 Gnetales \| \| \| \| \| \| Erdtmanithecales \| \| \| \| |
|  |                                                                          |
|  | †ベネチテス目 Bennettitales                                              |
|  |                                                                          |
|  | グネツム類 Gnetales                                                      |
|  |                                                                          |
|  | Erdtmanithecales                                                         |
|  |                                                                          |

|  | グネツム類 Gnetales |
|  |                     |
|  | Erdtmanithecales    |
|  |                     |

|  | ヒノキ目 Cupressales        |
|  |                             |
|  | ナンヨウスギ目 Araucariales |
|  |                             |

## 形態
各群は大きく形態が異なるが、いくつかの共有派生形質が知られている。複合胞子嚢穂の形成、頂生する胚珠、珠皮が伸長した珠孔管の形成、基部で癒合した小胞子葉に頂生する雄性胞子嚢穂、縞模様型の花粉表面（グネツム属では長刺型に変形）、二次木部の道管、茎頂での明瞭な1層の外衣、十字対生葉序、2枚の子葉を持つ胚、複数の腋芽などが挙げられる。
このうち、雌雄の生殖器官が複合胞子嚢穂（被子植物の花序に相当する）となること、木部に道管がみられること、珠皮の外側に葉的器官が被覆することなどは被子植物と類似している。しかしこれらの特徴は収斂によるものである。

### 茎
グネツム類は他の現生裸子植物のように仮道管だけでなく、二次木部に細胞末端が開放した道管細胞と木部繊維が形成される。孔紋仮道管の両端部に集中している円形の有縁膜孔が穿孔されることで形成される。この孔のでき方は被子植物のものとは異なっており、道管は独立に獲得されたものであると考えられている。また、樹脂道は持たない。
ウェルウィッチア属の真の茎は胞子嚢穂のシュートのみに見られる。
茎頂には明瞭な1層の外衣を持つ。この層の連続性はときどき起こる並層分裂のみによって途切れる。ウェルウィッチア属では、胞子体の初期にのみ茎頂分裂組織を持ち、1対の葉原基を形成したのち、葉原基に直角な平面上には鱗状体（scaly body）を形成し茎頂を消失する。

### 葉
グネツム類の葉は対生か輪生する。葉の形や脈系などの特徴は各群で大きく異なっているが、葉に二次脈が形成される形質を共有する。
マオウ属の葉は鱗片状でほとんどの種で退化しているが、Ephedra foliata や Ephedra altissima などでは細長い葉身を持つ針状の普通葉を持つ。葉には1対の葉跡があり普通分枝しないが、Ephedra chinensis や Ephedra fragilis では3脈性となるものも知られる。
グネツム属の単葉は広葉に高次脈が形成され、被子植物に似た網状脈を持つ。若い葉の主脈を横断する維管束として5–7本の葉跡がまとまって走り、順次二又分岐して葉縁付近で彎曲する1対の二次脈を形成する。そこから派生した側脈が結合し、網状となる。
ウェルウィッチア属の葉は2枚のみで、基部の介在分裂組織が無限成長し、1年間に8–15 cm（センチメートル）ずつ帯状に伸長し続ける。実生期に形成される2枚の子葉は短命で、その後に形成される1対の葉が永続光合成器官となる。若い葉では葉脈は2本であるが、その後4本になり、よく発達したものでは多数の葉脈が平行脈状に走り、細い斜行脈で連結されて網状となる。鱗状体を3対目の葉的器官と解釈することもある。

### 生殖器官

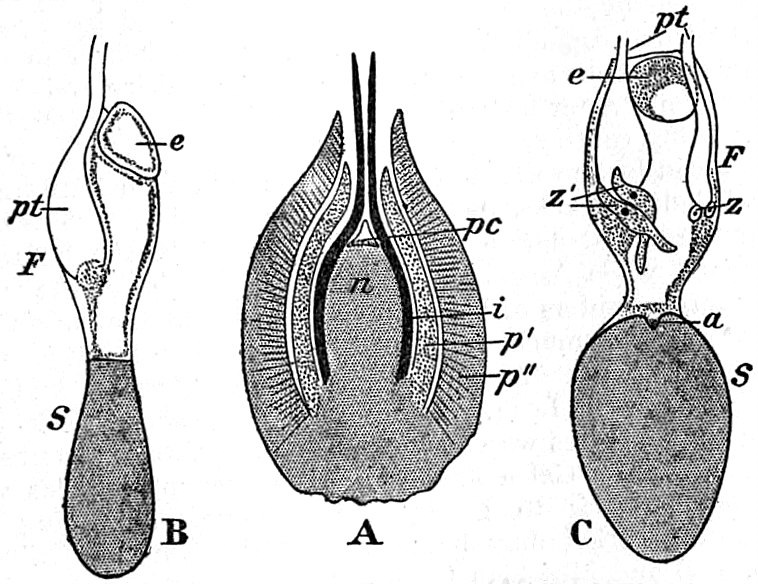
グネモンノキ の胚珠
A. 胚珠、B, C: 大胞子 (n: 珠心、pc: 花粉室、i: 珠皮、p': 内被、p": 外被、a: 不完全な造卵器、e: 部分的に発達した大胞子、F: 稔性部分、S: 不稔部分、pt: 花粉管、z: 受精卵、z': 配偶体)

胞子嚢穂はよく分枝し、胚珠や小胞子嚢托（雄性胞子嚢穂）は小苞と呼ばれる被覆に包まれ、これを被子植物に見立て「花被 perianth」と呼ぶこともある。逆にマオウ属では針葉樹類に似た配偶体や胚を形成するため、裸子植物と同じ用語で表現される。例えば、胞子嚢穂は「球果 cone」として言及される。グネツム類は胚珠の珠皮が周りの小苞より長く胚珠から伸びだし、珠孔管（しゅこうかん、micropylar tube）を形成するという形質を共有する。胚珠は直立する。
生殖器官が生じる節には襟（えり、collar、椀状体 [cupule] とも）と呼ばれる環状の隆起を持つ。
マオウ属の大胞子嚢穂（雌性球果）は十字対生の苞を持ち、その大部分が不稔であるが上部の1対の苞の腋にそれぞれ1個ずつの胚珠のみを持つ。うち1個の胚珠が発育不全となり、もう一方の胚珠がせり出して偽頂生となる単胚珠性（たんはいしゅせい、uniovulate）の種も知られている。
マオウ属の胚珠の珠心は2枚の被覆（ひふく、包皮、envelope）に覆われる。このうち内側の内被（ないひ、inner envelope）は真の珠皮であるが、外側の外被（がいひ、outer envelope）は1対の合着した小苞である。成熟した種子では外被の外側を覆う苞が厚く多肉になり、さらなる付属物を形成する。グネツム属の胚珠は3枚の同心円状の鞘状構造に覆われ、最も内側は真の珠皮で、その外側に2層の小苞である内被と外被がある。ウェルウィッチア属では、対生した2対の小苞を持ち、下の1対は比較的小さく癒合していないが、内側の1対の小苞は苞と平行に広がり、長く癒合して珠孔管を持つ珠皮の周りに被覆を形成する。種子が成熟すると、癒合した小苞が翼状となって種子散布を助ける。
雄性胞子嚢穂（小胞子嚢穂）は、他の裸子植物では小胞子葉が葉序に従い配列する単体胞子嚢穂であるのに対し、グネツム類では雄性胞子嚢穂の一次シュートの苞の葉腋に数枚の小苞と1から数個の小胞子葉からなる二次シュートが形成される、複合胞子嚢穂である。グネツム属とウェルウィッチア属では苞葉の腋にできる二次シュートに小胞子葉と胚珠の両方が形成される。小胞子嚢は軸的器官に付き、単性か数個が合生する。珠心の周囲には裸子植物が持つ1枚の珠皮（被子植物のない種皮に相当する）だけでなく、数枚の小苞が覆っている。
花粉粒の不稔細胞、単胞子起源の雌性配偶体、雌性配偶体に伴う蜂窩細胞の形成、造卵器形成、胚発生における遊離核段階などの生殖形質はマオウ属のみが持ち、グネツム属とウェルウィッチア属はそれらを持たない。
マオウ属とグネツム属は「重複受精」を行い、1つの雄性配偶体は卵と癒合して胚を形成するが、もう1つは胚溝細胞の核と融合する。しかし、胚溝細胞はそのまま数回分裂して消失するため、被子植物の重複受精とは異なり、栄養組織は形成されない。
ウェルウィッチア属の前胚（雌性生殖細胞）は雌性配偶体管（femalte gametophyte tube、前葉体管 [prothalial tube]とも）を作り、珠心から外に出て雄性生殖細胞を捕らえ、受精が起こる。

## 下位分類
Christenhusz et al. (2011) および Yang et al. (2022) に基づくグネツム類の下位分類を示す。
グネツム亜綱 Gnetidae Pax (1894)
- マオウ目 Ephdrales Dumort. (1829)
  - マオウ科 Ephedraceae Dumort. (1829), nom. cons.
    - マオウ属 Ephedra L. (1753)
- グネツム目 Gnetales Blume in Mart. (1835)
  - グネツム科 Gnetaceae Blume (1833), nom. cons.
    - グネツム属 Gnetum L. (1767)
- ウェルウィッチア目（ヴェルヴィチア目[32]） Welwitschiales Skottsb. ex Reveal, 1993
  - ウェルウィッチア科（ヴェルヴィチア科[32]） Welwitschiaceae Caruel (1879), nom. cons.
    - ウェルウィッチア属 Welwitschia Hook.f. (1862)

## 分布
- 赤: マオウ属
- 青: グネツム属
- 緑: ウェルウィッチア属

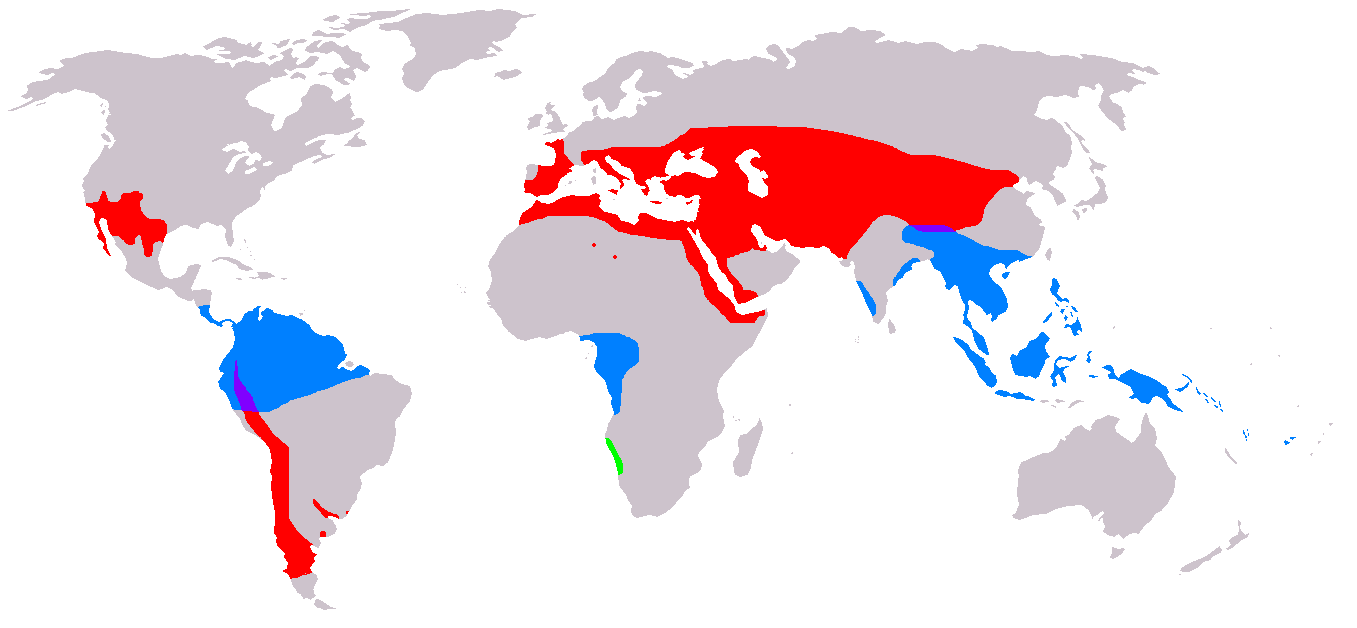
グネツム類の分布

現生グネツム類の分布は各群で大きく異なっている。
マオウ属は新旧両大陸の乾燥地域に分布する。新大陸では北アメリカ大陸西部と南アメリカ大陸の広い地域に分布する。
グネツム属はアジア、南アメリカ大陸北部、アフリカの一部、東南アジアとオセアニアの島々の熱帯雨林に分布する。
ウェルウィッチア属はナミブ砂漠にのみ分布する。

## 進化と化石記録
グネツム類の雌性胞子嚢穂は針葉樹類の雌性球果と同様に、化石裸子植物であるボルチア類の持つ雌性胞子嚢穂が変化して形成されたものであると考えられている。遺伝子発現および化石の比較から、グネツム類の襟は球果植物の苞鱗に、被覆は種鱗の原型であった生殖シュートに生じていた栄養葉に相同であると考えられている。
グネツム類の最古の化石記録は、マオウ属に似たペルム紀の花粉化石である。また後期ペルム紀には、中国からグネツム類の胞子嚢穂化石 Palaeognetaleana auspicia が記載されている。
花粉化石は白亜紀に豊富になる。中国に産する前期白亜紀の Siphonospermum はマオウ属に似た小さな種子を形成する。ブラジルの前期白亜紀の化石はウェルウィッチア属の祖先とされるが、小型の低木であり現在の姿とは大きく異なる。岩手県から発見されたグネツム科の化石は中央の珠皮が長く伸びて珠孔を作り、その周囲に2層の被覆を形成した。